# Městská občina Lublaň
Městská občina Ljubljana (slovinsky Mestna občina Ljubljana) je jednou z 11 slovinských městských občin. Správním centrem je město Lublaň.

## Městské čtvrti
- Bežigrad
- Center
- Črnuče
- Dravlje
- Golovec
- Moste
- Polje
- Jarše
- Posavje
- Rožnik
- Rudnik
- Sostro
- Šentvid
- Šiška
- Šmarna gora
- Trnovo
- Vič

## Sídla
- Besnica
- Brezje pri Lipoglavu
- Dolgo Brdo
- Dvor
- Češnjica
- Črna vas
- Gabrje pri Jančah
- Janče
- Javor
- Lipe
- Ljubljana
- Mali Lipoglav
- Mali Vrh pri Prežganju
- Malo Trebeljevo
- Medno
- Pance
- Podgrad
- Podlipoglav
- Podmolnik
- Prežganje
- Ravno Brdo
- Rašica
- Repče
- Sadinja vas
- Selo pri Pancah
- Spodnje Gameljne
- Srednje Gameljne
- Stanežiče
- Šentpavel
- Toško Čelo
- Tuji Grm
- Veliki Lipoglav
- Veliko Trebeljevo
- Vnajnarje
- Volavlje
- Zagradišče
- Zgornja Besnica
- Zgornje Gameljne